# Rollandia microptera
Lo svasso del lago Titicaca (Rollandia microptera (Gould, 1868)) è un uccello della famiglia Podicipedidae.

## Descrizione
È un podicipedide di media taglia, lungo 28-45 cm, con ali molto piccole, inadatte al volo.

## Biologia
Si nutre quasi esclusivamente di pesci: oltre il 90% della sua dieta è costituito da specie del genere Orestias (Cyprinodontidae).

## Distribuzione e habitat
Rollandia microptera è un endemismo diffuso nei laghi dell'Altiplano del Perù e della Bolivia. Il suo areale si estende nel Perù sud-orientale, dal lago Arapa e dal lago Umayo, e, attraverso il lago Titicaca, nella confinante Bolivia, lungo il fiume Desaguadero sino al lago Uru-uru e al lago Poopó.

## Conservazione
La IUCN Red List classifica Rollandia microptera come specie in pericolo di estinzione (Endangered).
La specie ha un areale molto ristretto e una popolazione globale stimata di circa 1.600 esemplari adulti.